# Thank You (canción de Dido)
«Thank You» es una canción escrita e interpretada por la cantautora británica Dido. La canción hizo su primera aparición en 1998, en la banda sonora de Sliding Doors; después apareció en el álbum debut de estudio de Dido, No Angel (1999), convirtiéndose en el mayor éxito del álbum. El primer verso también aparece en la canción "Stan" de Eminem.
Dido escribió la canción inspirada en su novio, el abogado Bob Page, con quien se comprometió en 1999 pero terminaron su relación al año siguiente. La canción "White Flag" habla sobre su separación.
Esta canción también fue versionada por el trío mexicano Flans, en su álbum "Hadas" de 1999, bajo el título en español "Gracias".

## Rendimiento en las listas
«Thank You» alcanzó el #3 en el Billboard Hot 100 de los Estados Unidos, convirtiéndolo hasta la fecha en su sencillo más exitoso en ese país. En el Reino Unido también alcanzó el puesto #3 en el UK Singles Chart, trasformándolo en su sencillo más exitoso en ese país hasta el lanzamiento de "White Flag". En el año 2006 fue certificado con el disco de oro en los Estados Unidos.

## Vídeo musical
En el vídeo se puede ver que Dido no ha pagado sus cuentas y el gobierno trata de derribar su casa. Unos trabajadores ponen un aviso de desalojo en su puerta y comienzan a llevarse sus cosas. Dido, que parece ignorar lo que le ha pasado a su casa, simplemente continúa cantando la canción. Al final es escoltada fuera de su casa y se ve obligada a caminar por las calles portando una mochila y una maleta. El vídeo fue dirigido por Dave Meyers y fue lanzado en enero de 2001.

## Lista de canciones
Sencillo en CD
1. «Thank You» (Álbum Versión) – 3:39
2. «Thank You» (Deep Dish Vocal Mix) – 9:29
3. «Thank You» (Skinny Mix) – 3:20
4. «Thank You» (Enhanced Version Video)

1 Track Promo Single
1. «Thank You» (Álbum Versión)

Maxi-Single
1. «Thank You» (Álbum Versión)
2. «Thank You» (Deep Dish Not Elton Vocal)
3. «Thank You» (Skinny Mix)

Enhanced Single
1. «Thank You» (Álbum Versión)
2. «Thank You» (Deep Dish Not Elton Vocal Radio Edit)
3. «Thank You» (Skinny Mix)
4. «Thank You» (CD-Rom Video)

## Posicionamiento en listas y certificaciones
| Lista (2001)                         | Mejor posición |
| ------------------------------------ | -------------- |
| Alemania (Media Control AG)          | 41             |
| Austria (Ö3 Austria Top 40)          | 25             |
| Bélgica (Flandes) (Ultratop 50)      | 22             |
| Bélgica (Valonia) (Ultratop 50)      | 29             |
| Canadá (Canadian Singles Chart)      | 10             |
| España (PROMUSICAE)                  | 9              |
| Estados Unidos (Billboard Hot 100)   | 3              |
| Estados Unidos (Hot Dance Club Play) | 1              |
| Estados Unidos (Adult Top 40)        | 1              |
| Estados Unidos (Adult Contemporary)  | 1              |
| Estados Unidos (Top 40 Mainstream)   | 2              |
| Francia (SNEP)                       | 30             |
| Grecia (IFPI)                        | 3              |
| Italia (FIMI)                        | 3              |
| Irlanda (IRMA)                       | 5              |
| Noruega (VG-lista)                   | 17             |
| Nueva Zelanda (Recorded Music NZ)    | 3              |
| Países Bajos (Dutch Top 40)          | 18             |
| Reino Unido (UK Singles Chart)       | 3              |
| Rusia (Tophit)                       | 1              |
| Suecia (Sverigetopplistan)           | 42             |
| Suiza (Schweizer Hitparade)          | 16             |

| País           | Organismo certificador | Certificación | Ventas  |
| -------------- | ---------------------- | ------------- | ------- |
| Estados Unidos | RIAA                   | Disco de Oro  | 500 000 |